# Fornes (Troms)
Pour les articles homonymes, voir Fornes.
Fornes est une localité du comté de Troms, en Norvège.

## Géographie
Administrativement, Fornes fait partie de la kommune d'Ibestad.